# Куликов, Владимир Никандрович
Влади́мир Ника́ндрович Кулико́в (29 апреля 1911 — 15 октября 1990) — деятель советской промышленности, Герой Социалистического Труда (1961).

## Биография
Родился 29 апреля 1911 года в городе Сулин (ныне — Красный Сулин), ныне Ростовская область. В 1935 году окончил Ростовский институт сельскохозяйственного машиностроения. Трудовую деятельность начал на заводе «Ростсельмаш». Работал мастером, главным инженером, заместителем директора по спецпроизводству.
В годы Великой Отечественной войны был в эвакуации. В 1941—1943 годах работал заместителем директора по спецпроизводству завода № 706 в городе Ташкент Узбекской ССР.
В 1943 году после освобождения города Харьков Украинской ССР назначен директором завода «Серп и Молот». В 1946—1951 годах — главный инженер завода «Свет шахтера» в городе Харьков. В 1951 году назначен директором института «Оргуглемаш» в Москве.
В 1952—1964 годах — директор завода № 897 (п/я № 201) Министерства промышленности средств связи СССР (в 1953—1954 годах — Министерства электростанций и электротехнической промышленности СССР, в 1954—1957 годах — Министерства электротехнической промышленности СССР) — Харьковского совнархоза (с 1957 года) в городе Харьков Украинской ССР.
Внес огромный вклад в освоение ракетно-космической техники и продукции гражданского назначения.
В 1952—1957 годах принимал активное участие в разработке и выпуске бортовой и наземной аппаратуры систем многих ракет-носителей оборонного и космического назначения, аппаратуры систем управления для космических аппаратов, серийного производства аппаратуры системы управления ракеты Р1 и оперативного решения связанных с этим вопросов, в производстве системы управления космической ракеты Р-7 (8К71), которая в том же году вывела на околоземную орбиту первый искусственный спутник Земли.
В 1959—1960 годах принимал участие в создании и освоении производства систем управления для трехступенчатой космической ракеты 8К72 для запуска космических аппаратов и возвращения их на Землю в четырёх вариантах.
С 1964 года — главный инженер Харьковского завода «Свет шахтёра».
После выхода на пенсию жил в Харькове. Умер 15 октября 1990 года.

## Награды
- Герой Социалистического Труда — указ Президиума Верховного Совета СССР (под грифом «совершенно секретно») от 17 июня 1961 года за выдающиеся заслуги в создании образцов ракетной техники и обеспечении успешного полета человека в космического пространство
- орден Ленина — два, (26.06.1959; 17.06.1961)
- орден Октябрьской Революции (5.04.1971)
- Орден Отечественной войны 2-й степени (16.09.1945)
- орден Трудового Красного Знамени — два (1.02.1948; 20.04.1956)
- орден «Знак Почёта» (20.01.1942)
- медали